# 황화 철(II)
황화 철(II)(Iron(II) sulfide)는 화학식 FeS을 갖는 화합물이자 광물 계열의 하나이다. 황화 철들은 대개 철이 부족한 비화학량론적 화합물이다. 모두 검은색이며 물에 녹지 않는 고체이다.

## 준비 및 구조
FeS는 철과 황을 가열시켜 얻을 수 있다:
Fe  +  S   →   FeS
FeS는 홍비니켈광 구조를 채택하며 팔면체형 분자기하의 특징을 지닌다.

## 반응
염산과 반응하며 황화 수소를 방출한다.
FeS  +  2 HCl   →   FeCl2  +  H2S
FeS + H2SO4 →  FeSO4 + H2S

## 같이 보기
- 황화 철
- 황철석